# Slide on This
Slide on This es el quinto disco como solista del músico inglés Ronnie Wood, compositor, guitarrista, bajista, multinstrumentista, artista plástico, miembro de The Jeff Beck Group, The Faces e integrante de The Rolling Stones. Fue publicado el 8 de septiembre de 1992.

## Lista de canciones
Todas compuestas por Ronnie Wood y Bernard Fowler, excepto donde se indique.
1. "Somebody Else Might" - 4:55
2. "(I Wanna) Testify" (George Clinton, Deron Taylor) - 5:01
3. "Ain't Rock and Roll" - 3:47
4. "Josephine" - 5:30
5. "Knock Yer Teeth Out" (Wood, Fowler, Julian Lloyd) - 4:02
6. "Ragtime Annie" (Trad.) - 2:35
7. "Must Be Love" (Jerry Williams) - 4:12
8. "Fear for Your Future" - 4:03
9. "Show Me" (Williams) - 3:33
10. "Always Wanted More" - 5:35
11. "Thinkin'" - 5:51
12. "Like It" - 4:22
13. "Breathe on Me" (Wood)

## Personal
- Ronnie Wood - voz, guitarras
- Joe Elliott - voz
- The Edge - guitarras
- Doug Wimbish - bajo
- Simon Kirke - batería
- Charlie Watts - batería
- Wayne P. Sheehy - batería
- Chuck Leavell - teclados
- Ian McLagan - piano